# Pierre-François Veil
Pour les articles homonymes, voir Veil.
Pierre-François Veil (né 16 mars 1954 à Clichy) est un avocat français.

## Biographie

### Jeunesse et études
Pierre-François Veil naît le 16 mars 1954 à Clichy (Hauts-de-Seine, Île-de-France) d'Antoine Veil (1926-2013) et de Simone Veil (1927-2017). Il a deux frères : Jean Veil qui est avocat, et Claude-Nicolas Veil, médecin et décédé en 2002 d'une crise cardiaque à l'âge de 54 ans.
Il n'a pas connu ses grands-parents du côté maternel, André Jacob (1891-1944) et Yvonne Steinmetz (1900-1945), victimes de la Shoah. Du côté paternel, ses grands-parents sont André Veil (1889-1966) et Alice Léon (1898-1985).
Il effectue ses études secondaires à l'École alsacienne, à Paris. Il est ensuite diplômé de l’Institut d'études politiques de Paris (section Service public, promotion 1976), ainsi que titulaire d’une maîtrise de droit privé de l’université de Paris I et d’un DEA de droit européen de l’université de Paris II.
Il prête serment le 12 décembre 1979 au barreau de Paris.

### Avocat
En 1984, il cofonde le cabinet Dubarry Le Douarin Veil.
Il intègre les départements « Entreprises en difficulté » et « contentieux » du Cabinet Veil Jourde en 2009.
Il se spécialise sur le contentieux et les entreprises en difficulté.
En 2011, il défend l’ancien ministre de la Culture Renaud Donnedieu de Vabres dans le cadre de l’affaire Karachi.
Toujours en 2011, il défend l’homme d’affaires Pierre Falcone, au cours de l’affaire dite de l’Angolagate.
En 2017, il défend la banque CMB contre l'association de victimes de Jean-Jacques Defaix

### Yad Vashem
Pierre-François Veil est président du Comité français pour Yad Vashem,.

### Institut Pasteur-Institut Weitzman
Pierre-François Veil est membre du comité directeur Institut Pasteur-Institut Weizmann.

### Famille
Il se marie trois fois : avec Agnès Buzyn le 27 juin 1985 à Paris et en troisièmes noces avec Barbara Rosnay le 11 juin 1999. De ces trois mariages, naissent quatre enfants :
- Stéphanie Chaffin-Veil (1971), directrice financière ;
- Raphaël Veil (1987), médecin ;
- Lucas Veil (1990)[9], avocat, marié le 24 août 2018 à Nelly Auteuil (née en 1992, fille de Daniel Auteuil et d'Emmanuelle Béart)[10] ;
- Rebecca Veil (2000).

## Hommage national à Simone Veil
Au cours de l'hommage national à sa mère Simone Veil qui a lieu le 5 juillet 2017 aux Invalides, il est un des trois orateurs, après son frère Jean et avant le président de la République,. L'enterrement de Simone Veil se déroule au cimetière du Montparnasse (5e division), où elle est inhumée aux côtés de son époux, Antoine Veil, décédé en avril 2013. Elle avait demandé que la prière juive du Kaddish soit prononcée sur sa tombe,,,, ; celle-ci est récitée par ses fils Jean et Pierre-François,.

## Décorations
- Officier de la Légion d'honneur[20].